# Kunhu Muhammed
Kunhu Muhammed Puthanpurakkal (en malayalam, കുഞ്ഞുമുഹമ്മദ്‌, né le 5 mars 1987 à Palissery au Kerala) est un athlète indien, spécialiste du 400 m.

## Carrière
Son record personnel est de 46 s 08 obtenu lors des Jeux asiatiques de 2014 à Incheon (demi-finale). Il détient le record national du relais 4 x 400 m obtenu à Bangalore en 3 min 0 s 91 le 10 juillet 2016. Il devient champion d'Asie de ce relais le 9 juillet 2017 à Bhubaneswar.

## Palmarès
| Date | Compétition         | Lieu        | Résultat | Épreuve   | Temps        |
| ---- | ------------------- | ----------- | -------- | --------- | ------------ |
| 2017 | Championnats d'Asie | Bhubaneswar | 1er      | 4 x 400 m | 3 min 2 s 92 |
| 2018 | Jeux asiatiques     | Jakarta     | 2e       | 4 x 400 m | 3 min 1 s 84 |

## Records
| Épreuve | Épreuve   | Performance | Lieu    | Date              |
| ------- | --------- | ----------- | ------- | ----------------- |
| 400 m   | Plein air | 46 s 08     | Incheon | 27 septembre 2014 |